# Martin Shkreli
Martin Shkreli est un ancien gestionnaire de fonds d'investissement américain, spécialisé dans les entreprises de soins de santé. Il est le cofondateur de MSMB Capital Management, de Retrophin Inc et le fondateur de Turing Pharmaceuticals AG, ainsi que le cofondateur de Retrophin LLC, une société de biotechnologie fondée en 2011.
Inconnu avant le 21 septembre 2015, il s'est fait connaître pour avoir augmenté le prix d'un médicament, le Daraprim, d’un facteur de plus de 55. Le médicament passa ainsi de 13,50  à   750 dollars, créant un scandale aux États-Unis et dans le reste du monde, cimentant sa réputation comme l'homme « le plus détesté des États-Unis »,.

## Biographie
Fils d'immigrants albanais, Martin Shkreli est né à Brooklyn, dans la ville de New York, le 17 mars 1983. Après ses études au Baruch College (Université de la ville de New York) où il obtient un diplôme de bachelor of Business Administration, il occupe des postes chez UBS et Intrepid Capital Management avant de créer en 2006 son premier fonds d'investissement, Elea Capital Management.
En 2009, Shkreli lance MSMB Capital Management. Shkreli aurait utilisé les actifs du fonds spéculatif MSMB Capital Management, qui était alors en faillite, pour fonder Retrophin, ce qui lui a valu le 17 décembre 2015 d'être arrêté pour fraude par le FBI, et condamné à 7 ans de prison.

## Scandale du Retrophin
Retrophin Inc. est créée en 2011, par MSMB Capital, en tant que société de portefeuille spécialisée dans la biotechnologie afin de créer des traitements pour lutter contre les maladies orphelines.
En septembre 2014, Retrophin acquiert les droits de Thiola, un médicament utilisé pour traiter la cystinurie, une maladie rare. Après cette acquisition, Shkreli en tant que PDG de Retrophin, décide d'augmenter de 20 fois le prix de Thiola, alors qu'il n'a eu aucun coût de recherche ou de développement supplémentaire, n'ayant simplement eu qu'à acquérir les droits. Shkreli démissionne de la société en octobre 2014, après que le conseil de Retrophin décide de le remplacer par Stephen Aselage.
Pendant son mandat à Retrophin, Shkreli a été critiqué par l’organisation Citizens for Responsibility and Ethics in Washington (en) (CREW) pour manipulation présumée du processus réglementaire de la Food and Drug Administration en vue de jouer sur le cours des actions pour son propre intérêt financier. En août 2015, Retrophin a déposé une plainte contre Shkreli, en demandant un dédommagement de 65 millions de dollars, affirmant qu'il a manqué à son devoir de loyauté envers la société biopharmaceutique dans un différend de longue date sur l'utilisation des fonds de la société.
Ayant quitté Retrophin, Shkreli crée Turing Pharmaceuticals.

## Scandale du Daraprim
Devenu président exécutif de Turing Pharmaceuticals, Martin Shkreli achète les droits exclusifs de commercialisation du Daraprim aux États-Unis, un médicament utilisé par des personnes souffrant du sida, et contre la toxoplasmose et la malaria, classé comme médicament essentiel par l'OMS et qui est disponible depuis 1953, pour 55 millions de $US au laboratoire Impax Laboratories. Il multiplie, en août 2015, le prix du Daraprim par plus de 50, passant de 13,50 $US à 775 $US (environ 688€) le comprimé,,. Bien que le brevet ait expiré depuis longtemps, aucune entreprise américaine ne fabrique, actuellement, le générique du pyriméthamine.
Face aux critiques, Shkreli indique que le nouveau prix se situe en bas de l'échelle de ce que coûtent les médicaments pour maladies orphelines, qu'il n'est pas le premier fabricant à augmenter le prix des médicaments et que le nouveau prix permet de faire de bons bénéfices, mais pas des bénéfices scandaleusement élevés. Il indique également qu'avec ces profits, il investira dans la recherche et le développement. Cette rhétorique a été appliquée par la société Gilead Sciences avec le médicament Sovaldi,. Malgré les arguments avancés, bon nombre d'Américains pensent que Shkreli cherche à les duper. D'autant qu'un groupe de lycéens australiens a réussi à synthétiser la molécule pour un montant de 20 $US.
Hillary Clinton, candidate démocrate à l'élection présidentielle américaine de 2016, a indiqué : « Pratiquer de tels prix abusifs dans le secteur des médicaments est scandaleux. Demain, je présenterai un plan pour les dénoncer ». The Infectious Diseases Society of America (en), the HIV Medicine Association et d'autres sociétés savantes se sont également manifestées.
À la suite de ces réactions, le PDG de Turing déclare que son groupe a commis des erreurs de communication et qu'il est favorable à une baisse de prix.
En Inde, plusieurs génériques de pyriméthamine sont disponibles pour un prix allant de 0,05  à   0,10 $US par comprimé (de 3  à   7 roupies indiennes). Au Royaume-Uni, la boîte de 30 comprimés de Daraprim coûte 13 £ (20 $US) soit 0,43 £ (0,60 $US) le comprimé. En France, il est commercialisé, par Sanofi-Aventis, sous le nom de Malocide au prix de 12,94 € les 20 comprimés soit 0,65 € (0,72 $US) le comprimé.
En janvier 2022, Martin Shkreli est condamné à une amende de 64,6 millions de dollars par un tribunal américain et exclu à vie de l'industrie pharmaceutique,.

## KaloBios Pharmaceuticals
En novembre 2015, un groupe d'investisseurs, avec à leur tête Shkreli, acquiert une participation dans KaloBios Pharmaceuticals, Inc. (NASDAQ : Kbio), une société biopharmaceutique basée à South San Francisco, en Californie. Shkreli a été nommé directeur général de la nouvelle société, et a également prévu de continuer son rôle de PDG de Turing Pharmaceuticals.
Après son arrestation, le cours de KaloBios a chuté de 50 %.

## Martin Shkreli et le rap américain
Martin Shkreli achète le dernier album du Wu Tang Clan édité à un seul et unique exemplaire, intitulé Once Upon a Time In Shaolin, en mai 2015, pour un montant de deux millions de dollars. L'accord voulait qu'il n'ait pas le droit de le vendre mais qu'il soit autorisé à le diffuser gratuitement sur internet. Les membres du Clan expliquent n’avoir appris qu’après coup, qu’ils avaient fait affaire avec « l’homme le plus détesté de l’année 2015 ». Si bien qu’ils décident d’en donner une « portion significative » à des associations de charité. À la suite d'un différend avec un des membres du groupe, l'entrepreneur menace d'endommager l'album en question. À la suite de ce différend, il a tourné une vidéo dans lequel il provoque Ghostface Killah en ces termes : « Je vais t'effacer des livres d'histoire du rap,. » Le 9 novembre 2016, il diffuse des extraits de l'album du Wu-Tang Clan à la suite de la victoire de Donald Trump à l'élection présidentielle américaine de 2016. En septembre 2017, Martin Shkreli met en vente cet album sur la plateforme eBay tout en indiquant qu’il pourrait aussi le détruire.
En 2016, il annonce sur Twitter sa volonté d'acheter le dernier album du rappeur Kanye West, The Life of Pablo pour un montant de 10 millions de dollars, afin d'empêcher le monde d'en profiter. Il prétend par la suite s'être fait arnaquer par un proche de Kanye West nommé « Daquan », en essayant d'acheter cet album. Tous les sites d'actualités postent alors qu'il s'est fait avoir, mais il s'avère qu'il ne s'est rien passé et que son fameux tweet « Who the fuck has my fifteen million dollars?? » (« Qui a mes quinze millions de dollars ? »)  est encore un canular.
Début 2016, il affirme, dans une interview qu'il est en train d'essayer de déposer une caution pour Bobby Shmurda et de faire sortir le rappeur de Brooklyn de prison,.

## Shkreli suspendu par Twitter
Le 8 janvier 2017, Twitter a suspendu le compte de Shkreli, après que celui-ci ait harcelé sur le réseau social la journaliste Lauren Duca (en).

## Arrestation, audition, procès et condamnation
Le 17 décembre 2015, Martin Shkreli est arrêté par le FBI pour fraude en valeurs mobilières dans l'affaire du Retrophin et accusé d'être à la tête d'un système de Ponzi. Il aurait utilisé les actifs du fonds spéculatif MSMB Capital Management, qui était alors en faillite, pour fonder Retrophin.
Un communiqué de presse du ministère de la Justice indique : « Martin Shkreli est présumé avoir engagé plusieurs programmes pour prendre au piège les investisseurs grâce à un tissu de mensonges et de tromperie, ».
Il est inculpé de 7 chefs d'accusation par un juge fédéral de Brooklyn et démissionne de la direction générale du laboratoire Turing Pharmaceuticals.
La juge du district de Brooklyn Kiyo Matsumoto (en) a autorisé Shkreli à se rendre, le 4 février 2016, à Washington pour comparaître à une audience du Congrès sur les prix des médicaments. Sur conseil de ses avocats, dont Ben Brafman, il a indiqué qu'il ne ferait que s'identifier, puis affirmer le privilège du 5e amendement de la Constitution des États-Unis.
Après avoir posé des questions, les parlementaires ont autorisé Shkreli à quitter la salle, celui-ci invoquant inlassablement le 5e amendement, « avec un sourire narquois et parfois arrogant ». À la fin de cette audition, un élu s'est écrié : « Je n'ai jamais vu la Commission parlementaire être traitée avec autant de mépris ». Sorti de l'audience, Shkreli a immédiatement tweeté « Difficile d'accepter que ces imbéciles représentent le peuple ».
Accusé de huit chefs d'accusation, dont deux chefs d'accusation de fraude en valeurs mobilières et de diverses accusations de complot, pour avoir trompé les investisseurs sur sa performance financière désastreuse en tant que gestionnaire de portefeuille de fonds de couverture, Shkreli, défendu par l'avocat Benjamin Brafman, devrait être jugé le 26 juin 2017,,,.
Comme prévu, le procès s'est ouvert le 26 juin 2017, le tribunal tentant, durant 3 jours, de constituer un jury impartial en raison du dégoût que provoque Shkreli auprès de la population,.
Après cinq jours de délibérations, les jurés l'ont reconnu coupable et ont condamné Shkreli de trois des huit chefs d'accusation :
1. Fraude en matière de valeurs mobilières dans le cadre de son fonds de couverture MSMB Capital
2. Fraude en matière de valeurs mobilières dans le cadre de MSMB Healthcare
3. Complot pour commettre des fraudes en matière de valeurs mobilières liées au régime boursier Retrophin, dans lequel il a essayé de contrôler silencieusement une grande partie du stock de Retrophin.

Les jurés ont uniquement mis l'accent sur le fait que Shkreli avait l'intention de nuire aux investisseurs qui lui ont donné de l'argent. Alors qu'il est emprisonné au Metropolitan Detention Center à Brooklyn, il est remis en liberté contre une caution de 5 millions de dollars, en attendant de connaître sa sentence le 16 janvier 2018 puis il est remis en prison, le 13 septembre 2017, au FCI Allenwood Low (en) après avoir offert une récompense de 5 000 dollars pour une mèche de cheveux d'Hillary Clinton,,.
Il est condamné en mars 2018 à verser 7,36 millions de dollars en actifs pour régler son contentieux aux investisseurs dupés et écope d'une peine d'emprisonnement de 7 ans prononcée par la juge fédérale Kiyo Matsumoto,. Shkreli a fait appel de la condamnation, mais en 2019, une cour d'appel a confirmé à l'unanimité le verdict du jury.
Le 14 janvier 2022, Shkreli « est jugé coupable de monopole et condamné à reverser les profits qu'il avait retirés de ses pratiques anticoncurrentielles et banni à vie du secteur pharmaceutique »,,,.

## COVID-19
Afin de se faire libérer temporairement de prison, Shkreli a déposé une demande de sortie de prison, en mai 2020, afin de travailler sur la recherche d'un remède pour le traitement à la COVID-19, qui a été immédiatement rejetée.